# Rhodesiella longicosta
Rhodesiella longicosta är en tvåvingeart som beskrevs av Cherian 1973. Rhodesiella longicosta ingår i släktet Rhodesiella och familjen fritflugor. Inga underarter finns listade i Catalogue of Life.